# 纽约大学坦登工程学院
纽约大学坦登工程学院是美國纽约大学的工学院，位于纽约市布鲁克林，成立于1854年，是美国第二所成立的私立工学院。

## 历史
成立之初学院是按照法国模式所建立起来的独立学院，不附属于任何大学。成立之初学院被命名为"布鲁克林理工学院"，1973年在纽约大学出现财务危机出售学校资产的时候，布鲁克林理工学院收购了当时的纽约大学理工学院，之后改名为"纽约理工学院"，1985年取得大学资格，改名为"理工大学"(理工大学源自其当时的英文名字Polytechnic University, 但当时的中文翻译有时会翻译为"纽约科技大学“)。
自2004年起與紐約大學進行合併商討，於2008年啟動合併程序，2013年秋季學期之後，也就是 2014-2015 學年度，学院名称由 NYU Poly (Polytechnic Institute of NYU) 改為 NYU Polytechnic School of Engineering。合并之后学院会一直待在布鲁克林，不会迁移到纽约大学本部所在的曼哈顿去。
2015年10月5日，纽约大学工程学院接受校友坦登（Tandon）夫妇一亿美元捐款，正式更名为纽约大学坦登工程学院（NYU Tandon School of Engineering).

## 院名
该院数度改名，分别为：
- 1854: 布鲁克林理工大学学院 Brooklyn Collegiate and Polytechnic Institute （成立之名）
- 1889: 布鲁克林理工学院 Polytechnic Institute of Brooklyn （将预科班剥离后）
- 1973: 纽约理工学院 Polytechnic Institute of New York （与当年的纽约大学理工学院合并后）
- 1985: 理工大学 Polytechnic University （取得大学资格后）此阶段也有译为纽约科技大学[5]

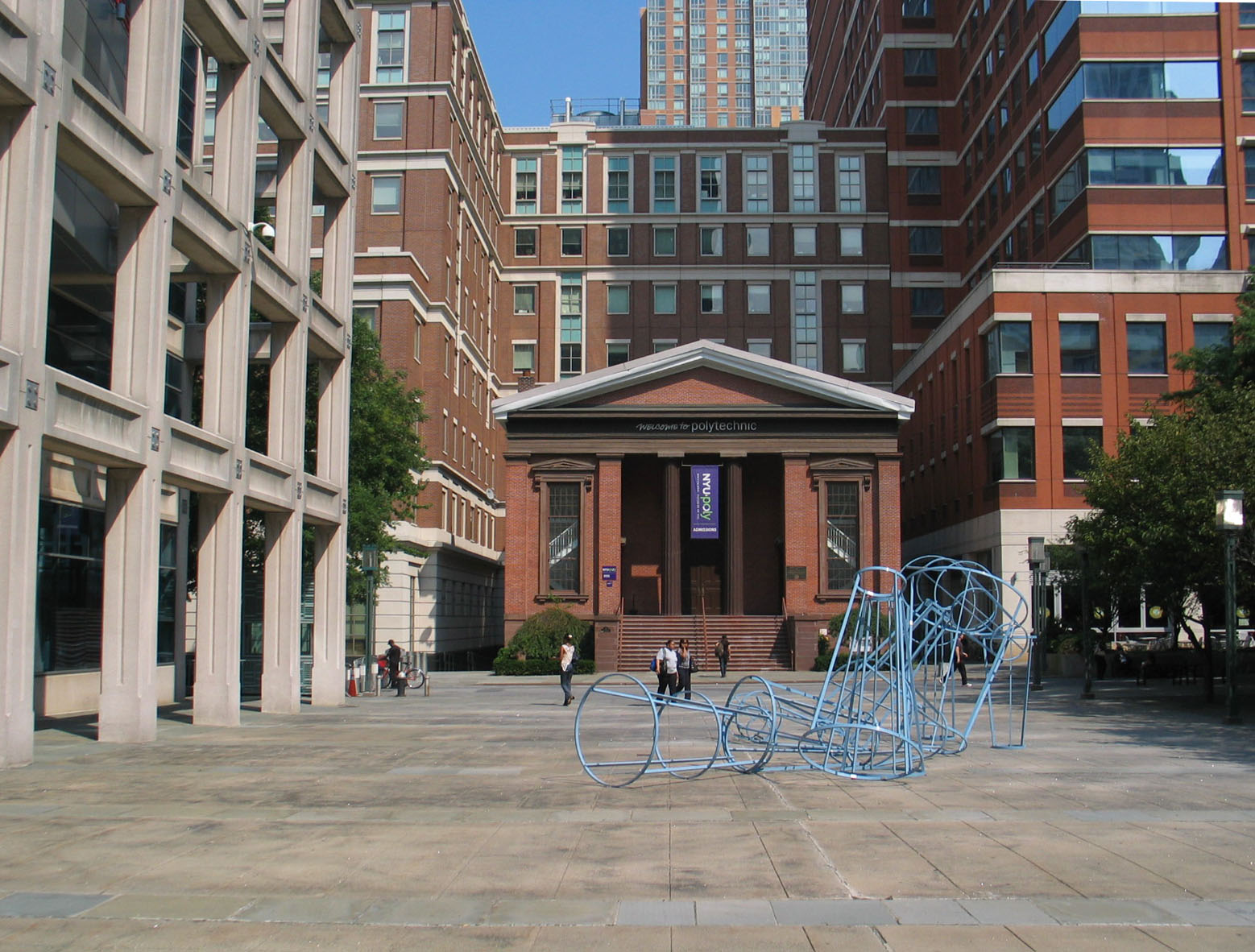
Wunsch Hall，学院最老的建筑，与背后 MetroTech 的现代建筑形成鲜明对比，摄于2012年

- 2008: 纽约大学理工学院 Polytechnic Institute of New York University （附属于纽约大学）
- 2013: 纽约大学理工学院 New York University Polytechnic School of Engineering （彻底并入纽约大学）
- 2015：纽约大学坦登工程学院 New York University Tandon School of Engineering